# Paradoxo sorites
O paradoxo sorites — conhecido também por paradoxo do monte, com "monte" no sentido de grande quantidade (o termo sorites em grego significa "pilha, monte, montão", sendo σωρός (sōros) a palavra grega para "monte" e  σωρίτης, sōritēs (o adjetivo)) — , é um paradoxo que aparece quando se utiliza o "sentido comum" sobre conceitos vagos. 
É adequadamente descrito pela pergunta: 
Em que momento um monte de areia deixa de sê-lo quando se vai removendo grãos?
Mais especificamente, o paradoxo se produz porque enquanto o sentido comum sugere que os montes de areia têm as seguintes propriedades, estas propriedades são inconsistentes:
1. Dois ou três grãos de areia não são um monte.
2. Um milhão de grãos de areia, sim, são um monte.
3. Se n grãos de areia não formam um monte, tampouco o seriam (n+1) grãos.
4. Se n grãos de areia são um monte, também o seriam (n−1) grãos.

Se aplicada a indução matemática, comprova-se que a terceira propriedade junto com a primeira implicam que um milhão de grãos de areia não formam um monte, contradizendo a segunda propriedade. De modo análogo, combinando a segunda e a quarta propriedade se demonstra que dois ou três grãos sim são um monte, contradizendo a primeira propriedade.
Pode-se descobrir o que produz esta contradição examinando as propriedades anteriores. As duas últimas expressam claramente a ideia de que não há uma separação clara entre o que é um monte e o que não é um monte. Observe-se, entretanto, que as quatro juntas implicam que um conjunto de grãos de areia pode ser classificado sem nenhum problema como "monte" ou "não monte". (Isto novamente se obtém através de indução matemática). 
O que mostra o paradoxo é que estas duas ideias são contraditórias. Isto é, que uma pessoa não pode afirmar, quando está classificando Xs:
1. que não há um limite claro que separa as Xs que são Y das Xs que não são Y
2. que cada uma das Xs podem ser classificadas como Y ou como não-Y

## História do paradoxo
O argumento sorites é um dos diversos paradoxos atribuídos a Eubulides de Mileto, filósofo grego da escola megárica. Algumas fontes remontam a Zenão de Eleia. No período helênico, os céticos filosóficos empregaram o paradoxo para mostrar as fragilidades de sistemas dogmáticos como o estoicismo.